# Рибордоне
Рибордоне (італ. Ribordone, п'єм. Ribordon) — муніципалітет в Італії, у регіоні П'ємонт,  метрополійне місто Турин.
Рибордоне розташоване на відстані близько 570 км на північний захід від Рима, 45 км на північ від Турина.
Населення — 58 осіб (2014).
Щорічний фестиваль відбувається 29 вересня. Покровитель — святий Архангел Михаїл.

## Демографія
Населення за роками:

Станом на 1 січня 2023 року в муніципалітеті іноземці офіційно не проживали.

## Сусідні муніципалітети
- Локана
- Ронко-Канавезе
- Спароне